# Yan Chantrel
Yan Chantrel, né le 14 avril 1979 à Épinay-sur-Seine (Seine-Saint-Denis), est un homme politique français. Membre du Parti socialiste, il est élu sénateur représentant les Français établis hors de France en 2021.

## Biographie
Établi au Canada en 2011, membre de l'association Français du monde, Yan Chantrel est élu conseiller des Français de l'étranger en 2014 et 2021. De 2014 à 2021, il est élu à l'Assemblée des Français de l'étranger (AFE), où il est membre du groupe « Français du monde, écologie et solidarité ». Il siège à la commission du commerce extérieur, du développement durable, de l’emploi et de la formation et représente l'AFE à la commission nationale du STAFE (soutien au tissu associatif des Français à l’étranger). Il en démissionne le jour de son élection en tant que sénateur, soit le 26 septembre 2021, et Fanny Ratisseau lui succède.
Aux élections législatives de 2017, il se présente dans la première circonscription des Français établis hors de France (Canada et États-Unis), où il arrive quatrième au premier tour avec 8,4 % des suffrages exprimés, sous l’étiquette du PS et soutenu par le PRG. 
Lors des élections sénatoriales de 2021, tête de liste « Rassemblement de la gauche écologiste sociale et solidaire » avec le soutien du Parti socialiste et du Parti radical de gauche, il est élu sénateur représentant les Français établis hors de France,.

## Synthèse des résultats électoraux

### Élections consulaires
| 2014 |       | PS | 4e du Canada | NC    | NC  | NC  | Élu |
| 2021 | 2 028 | PS | 4e du Canada | 23,46 | 1er | Élu |     |

### Élections législatives
| Année | Parti | Parti | Circonscription                         | 1er tour | 1er tour | 1er tour | 1er tour |
| Année | Parti | Parti | Circonscription                         | Voix     | %        | Rang     | Issue    |
| ----- | ----- | ----- | --------------------------------------- | -------- | -------- | -------- | -------- |
| 2017  |       | PS    | 1re des Français établis hors de France | 3 124    | 8,44     | 4e       | Battu    |

### Élections sénatoriales
| Année | Liste | Liste      | Département                     | Voix | %     | Rang | Issue | Sièges |
| ----- | ----- | ---------- | ------------------------------- | ---- | ----- | ---- | ----- | ------ |
| 2021  |       | PS-PRG-DVG | Français établis hors de France | 55   | 10,34 | 6e   | Élu   | 1 / 6  |